# Pareas vindumi
Espèce
Pareas vindumi est une espèce de serpents de la famille des Pareatidae. 

## Répartition
Cette espèce est endémique de l'État Kachin dans le nord de la Birmanie.

## Étymologie
Cette espèce est nommée en l'honneur de Jens V. Vindum.

## Publication originale
- Vogel, 2015 : A New Montane Species of the Genus Pareas Wagler, 1830 (Squamata: Pareatidae) from Northern Myanmar. Taprobanica, vol. 7, no 1, p. 1-7 (texte intégral).